# Jean-Pierre Haigneré
Jean-Pierre Haigneré (Parigi, 19 maggio 1948) è un astronauta francese.
Haigneré è stato un pilota dell'aviazione militare francese.
Ha volato in due missioni dirette alla stazione spaziale russa Mir: dal 1º luglio al 22 1993 (partito con la Sojuz TM-17 e rientrato con la Sojuz TM-16) e dal 20 febbraio al 28 agosto 1999 (con la Sojuz TM-29). Complessivamente ha trascorso 209 giorni, 12 ore e 25 minuti nello spazio.
È sposato con Claudie Haigneré dalla quale ha avuto un figlio. Altri due li ha avuti da un precedente matrimonio.